# アエロメヒコ・コネクト
アエロメヒコ・コネクト（Aeroméxico Connect）は、メキシコシティを拠点としている航空会社。アエロメヒコ航空の子会社である。運航の主体はメキシコの地方空港の旅客輸送であるが、アメリカやカリブ海に向かう国際線も運航している。機材はエンブラエル E-Jet（99人乗り）を使用している。